# 68. pěší divize (Wehrmacht)
68. pěší divize (německy: 68. Infanterie-Division) byla divize německé armády (Wehrmacht) za druhé světové války.

## Historie
68. pěší divize byla založena 26. srpna 1939 v Gubenu v rámci druhé sestavovací vlny německé armády a účastnila se invaze do Polska. Pro západní tažení byla divize podřízena 16. armádě a byla přeložena do Trevíru. Během bleskové války ve Francii postupovala přes Sedan na Épinal. V říjnu 1940 bylo 25 % jejích praporů (Stab IR 196, I. Btl./169, I. Btl./118, I. Btl./196) postoupeno 340. pěší divizi. Tyto byly později nahrazeny.
V červnu 1941 se divize účastnila operace Barbarossa. Jako součást Skupiny armád Jih překročila řeku San v jižním Polsku a postupovala přes Lvov, Vinnycji až na Čerkasy na střední Ukrajině. Jejím úkolem bylo chránit křídla 6. a 17. armády proti útokům Rudé armády. V říjnu 1941 se divize již nacházela v prostoru Charkova. V zimě 1941/42 docházelo v oblouku u Izjum na Donci k těžkým obranným bojům proti Rudé armádě, která na několika místech prorazila a ohrozila tak Dněpropetrovsk.
Na jaře 1942 divize zaútočila na Izjum a Snamenku a dosáhla Voroněže. Na pozicích u Voroněže divize bojovala až do února 1943. Sváděla obranné a boje musela se stáhnout na Oskol a Kursk. Poté utrpěla v bitvě u Žytomyru během Žytomyrsko-berdyčevské operace těžké ztráty. V lednu 1944 byla divize drtivě poražena u Tarnopolu. Po doplnění sil a dalších opotřebovávacích bojích se divize stáhla do Polska. V únoru 1944 v rámci 24. sestavovací vlny byla nově vedena jako stínová divize Demba. V květnu 1945 se tato divize vzdala Rudé armádě v Krnově.

## Velitelé
| Datum             | Hodnost        | Jméno             |
| ----------------- | -------------- | ----------------- |
| 1. září 1939      | generálporučík | Georg Braun       |
| 16. listopad 1941 | generálporučík | Robert Meißner    |
| 24. leden 1943    | generálporučík | Hans Schmidt      |
| 25. říjen 1943    | generálporučík | Paul Scheuerpflug |

## Vyznamenání
Celkem 14 členům 68. pěší divize byl udělen Rytířský kříž Železného kříže a 65 členům divize Německý kříž ve zlatě.

## Členění
| 1942                                                                 | 1943–1945                |
| -------------------------------------------------------------------- | ------------------------ |
| Grenadier-Regiment 169 Grenadier-Regiment 188 Grenadier-Regiment 196 |                          |
| Aufklärungs-Abteilung 168                                            | Füsilier-Bataillon 68    |
| Artillerie-Regiment 168                                              |                          |
| Panzerjäger-Abteilung 168                                            |                          |
| Pionier-Bataillon 168                                                |                          |
| Nachrichten-Abteilung 168                                            |                          |
| Versorgungseinheiten 168                                             |                          |
| --                                                                   | Feldersatz-Bataillon 168 |

## Známí příslušníci divize
- Bruno Sutkus (litevsky, Bronius Sutkus) (* 14. května 1924 Tannenwalde b. Königsberg/východní Prusko; † 29. srpna 2003) litevský odstřelovač a příslušník 68. pěší divize, je mu přičítáno 209 odstřelů